# Anglicanisme
L'anglicanisme o l'església anglicana és una denominació cristiana protestant que segueix les doctrines establertes per l'Església d'Anglaterra. Atès que l'origen de l'anglicanisme difereix de la resta de les denominacions protestants, teològicament comparteix doctrines amb l'Església Catòlica i el Protestantisme, però, històricament s'ha considerat part del moviment protestant, i la llei britànica la reconeix com a església protestant. A l'anglicanisme es distingeixen tres tendències: la protestant o Low Church, l'anglocatòlica o High Church i la liberal o Broad Church, que representen distints estils de culte i diferents enfocaments de l'eclesiologia.

## Història
L'església anglicana estableix el seu origen històric en la missió de sant Agustí de 597, qui va ser enviat pel papa per realitzar l'evangelització dels anglesos. Amb el suport dels cristians residents de Kent, va establir la seva església a Canterbury, i es va convertir en el primer arquebisbe de Canterbury. Anglaterra va ser una nació catòlica fins al 1534, quan es va separar oficialment de Roma durant el regnat d'Enric VIII. La ruptura es va provocar per la negació del papa Climent VII a anul·lar el matrimoni d'Enric amb Caterina d'Aragó, filla dels reis catòlics i tieta, per tant, de Carles V, emperador del Sacre Imperi Romanogermànic el 1527. El 1529 Enric VIII va redactar un manuscrit de fonts antigues que provaven que la supremacia espiritual pertanyia al monarca i demostrava la il·legalitat de l'autoritat papal. L'Església d'Anglaterra va reconèixer Enric VIII com autoritat suprema el 1531, encara que el rei volia aconseguir un acord amb el papa. El 1532 l'Església va començar a trencar els vincles amb l'Església Catòlica, donant autoritat sobre les qüestions matrimonials a l'arquebisbe de Canterbury qui va anul·lar el matrimoni d'Enric. Finalment, el 1534 es va proclamar l'Acte de Submissió del Clergat, amb el qual es donava fi a la influència del papa, i confirmava als reis d'Anglaterra com a caps suprems de l'Església d'Anglaterra.
Malgrat la separació de Roma, l'Església d'Anglaterra sota Enric VIII va romandre essencialment catòlica en teologia. El papa Lleó X, havia donat el títol de fidei defensor, defensor de la fe, a Enric VIII, principalment pels seus atacs contra el luteranisme. Però, amb el creixement de la fe protestant en el continent a poc a poc la doctrina anglicana va ser influenciada pel protestantisme, especialment durant el segle xvii.
En 1868 es va constituir l'Església Espanyola Reformada Episcopal a Gibraltar per cristians espanyols dissidents de l'Església de Roma encapçalats per Juan Bautista Cabrera, que durant el regnat d'Isabel II d'Espanya s'havia estat exiliat a Gibraltar. Després de la Revolució de 1868 va ser autoritzat per Joan Prim i Prats a tornar a Espanya i predicar l'Evangeli lliurement, i es comencen a establir congregacions protestants a les principals ciutats espanyoles. Al sínode de 1880 es va triar bisbe al reverend Cabrera, i es va decidir l'adopció de l'antiga litúrgia Mossàrab. El Bisbe Cabrera va ser consagrat el 1894 per tres bisbes de l'Església d'Irlanda. L'Església a Espanya, ha passat per moments difícils d'intolerància, persecució, repressió i indiferència.
Avui, no existeix una Església Anglicana única, sinó que, diverses esglésies accepten l'autoritat de l'arquebisbe de Canterbury i la teologia de l'Església d'Anglaterra, entre d'elles l'Església Episcopal Escocesa i les esglésies episcopals. Així doncs, l'anglicanisme no es limita a l'àmbit britànic sinó que s'ha difós per tot el món i ha arribat a conformar la Comunió Anglicana.

## Doctrina
L'Església d'Anglaterra es considera una església reformada i protestant i alhora dins de la tradició catòlica: reformada ja que la doctrina protestant l'ha influït, ja que no accepta l'autoritat del Papa; catòlica ja que declara ser la continuació de l'església apostòlica i universal, i no pas una nova formació, a més que conserva l'estil litúrgic de la missa i l'adoració catòlics. En molts aspectes l'anglicanisme manté una política de tolerància d'idees. Per això, hi ha faccions molt ortodoxes i conservadores i faccions carismàtiques. Aquesta tolerància també ha permès el sorgiment de doctrines que es consideren liberals, i el 1998 l'església acceptà els homosexuals com a membres de ple dret de l'església però exigint el celibat, i el 2 de novembre de 2003 l'Església Episcopal ordena el primer bisbe que es reconeix homosexual.

### Llibre de l'oració comuna
El Llibre de l'oració comuna (LOC) és el llibre fundacional d'oració de l'Església d'Anglaterra (i de la Comunió Anglicana). És un dels instruments de la Reforma a Anglaterra i després seria revisat i adoptat pels altres països en què s'establís l'anglicanisme.
El Llibre de l'oració comuna va reemplaçar els diversos «usos» o ritus en llatí que s'estaven duent a terme en diferents parts del país, agrupant-los en un sol volum en anglès perquè «d'ara endavant s'utilitzés sol aquest». Produït per primera vegada el 1549, va ser dràsticament revisat el 1552 i subtilment canviat en 1559 i 1662. Es manté, en dret, com el llibre d'oració principal de la litúrgia de l'Església d'Anglaterra, encara que, en la pràctica, ha estat llargament reemplaçat per llibres d'oracions més moderns, el més recent dels quals és el Common Worship.

## Arquebisbe de Canterbury
L'Arquebisbe de Canterbury, encara que no es reconeix cap individu com a cap de totes les esglésies que constitueixen la Comunió Anglicana, es considera el bisbe major i màxima autoritat espiritual de l'església anglicana. La seva diòcesi va ésser fundada el 597 i, abans de la Reforma, ocupava la primacia de l'església catòlica a Anglaterra. L'arquebisbe de Canterbury és el primat de la Comunió Anglicana, formada pel conjunt d'esglésies d'arreu del món que reconeixen el seu lideratge. D'entre elles, la més important és l'Església d'Anglaterra que està sota la seva autoritat, sens perjudici de la prefectura màxima que correspon al monarca britànic. Presideix, com a amfitrió i president, la Conferència de Lambeth, una reunió decennal dels bisbes de la Comunió Anglicana.

## Els sacerdots anglicans

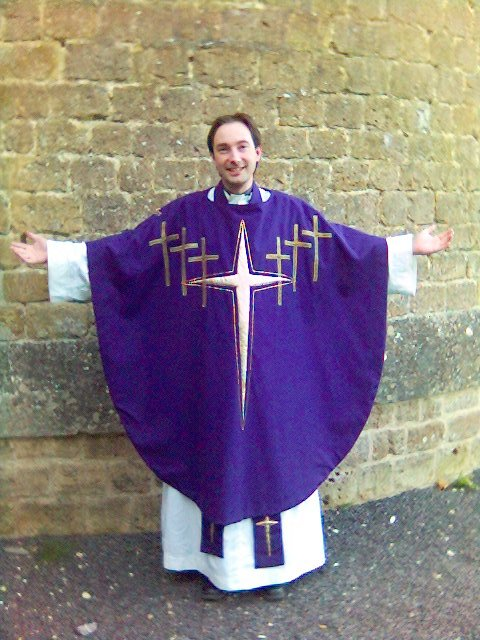
Un sacerdot anglicà

El paper d'un sacerdot a la Comunió Anglicana és en gran manera el mateix que dins de l'Església Catòlica Romana i el cristianisme oriental, excepte que la llei canònica en gairebé totes les províncies anglicanes restringeix l'administració de la confirmació al bisbe, igual que amb l'ordenació. Mentre que els sacerdots anglicans que són membres d'ordes religiosos han de romandre cèlibes (encara que hi ha excepcions, com sacerdots en l'Ordre Anglicana dels Cistercencs), els clergat secular: bisbes, sacerdots i diaques que no són membres d'ordes religiosos, se'ls permet casar-se abans o després de l'ordenació. Les esglésies anglicanes, a diferència de les tradicions catòlica o cristianes orientals, han permès l'ordenació de dones com a sacerdotesses en algunes províncies des de 1971. No obstant això, aquesta pràctica continua sent controvertida; una minoria de províncies (10 de les 38 en tot el món) mantenen un sacerdoci exclusivament masculí. La majoria de les esglésies anglicanes segueixen sense ordenar dones al sacerdoci.